# وسام النجمة الحمراء
وسام النجمة الحمراء (بالروسية: Орден Краснoй Звезды) هو وسام كان يُمنح للعسكريين في الاتحاد السوفيتي قبل تفككه.
تأسّس وسام النجمة الحمراء بموجب مرسوم صدر عن رئاسة مجلس السوفيت الأعلى لاتحاد الجمهوريات الاشتراكية السوفيتية في 6 أبريل 1930، ولكن لم يُعلن النظام الأساسي لاستحقاق منح الوسام سوى في مرسوم صدر عن هيئة رئاسة مجلس السوفيت الأعلى لاتحاد الجمهوريات الاشتراكية السوفيتية الصادر في 5 مايو 1930.

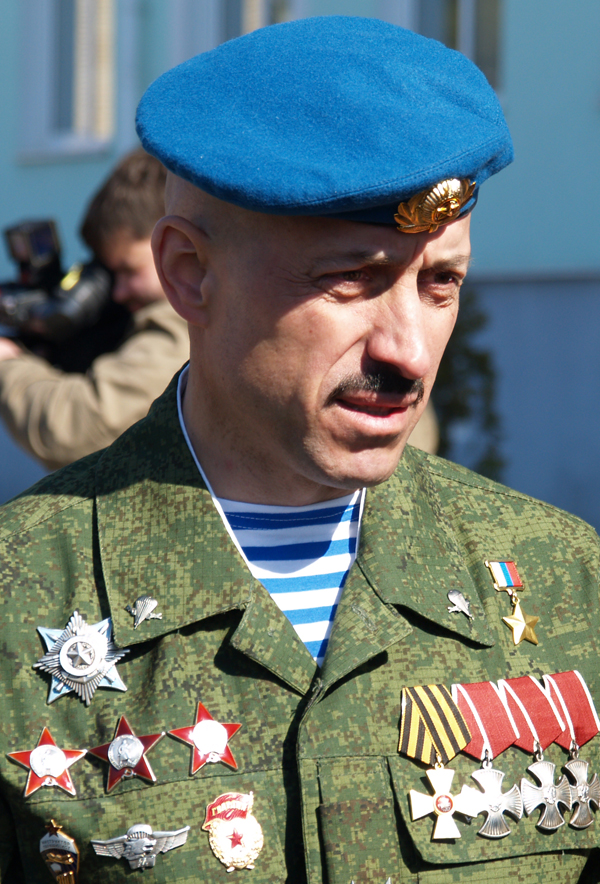
اللفتنانت كولونيل الروسي أناتولي ليبيد يرتدي ثلاثة نياشين من نوع النجمة الحمراء كان قد حصل عليها في أفغانستان

عُدّل هذا النظام الأساسي بعد ذلك عدة مرات وفقاً لعدة مراسيم صدرت عن هيئة رئاسة مجلس السوفيت الأعلى لاتحاد الجمهوريات الاشتراكية السوفيتية في 7 مايو 1936، وفي 19 يونيو 1943، وفي 26 فبراير 1946، وفي 15 أكتوبر 1947، ثم في 16 ديسمبر 1947، وبموجب المرسوم رقم 1803-خ الصادر في 28 مارس 1980.

## نظام الجائزة

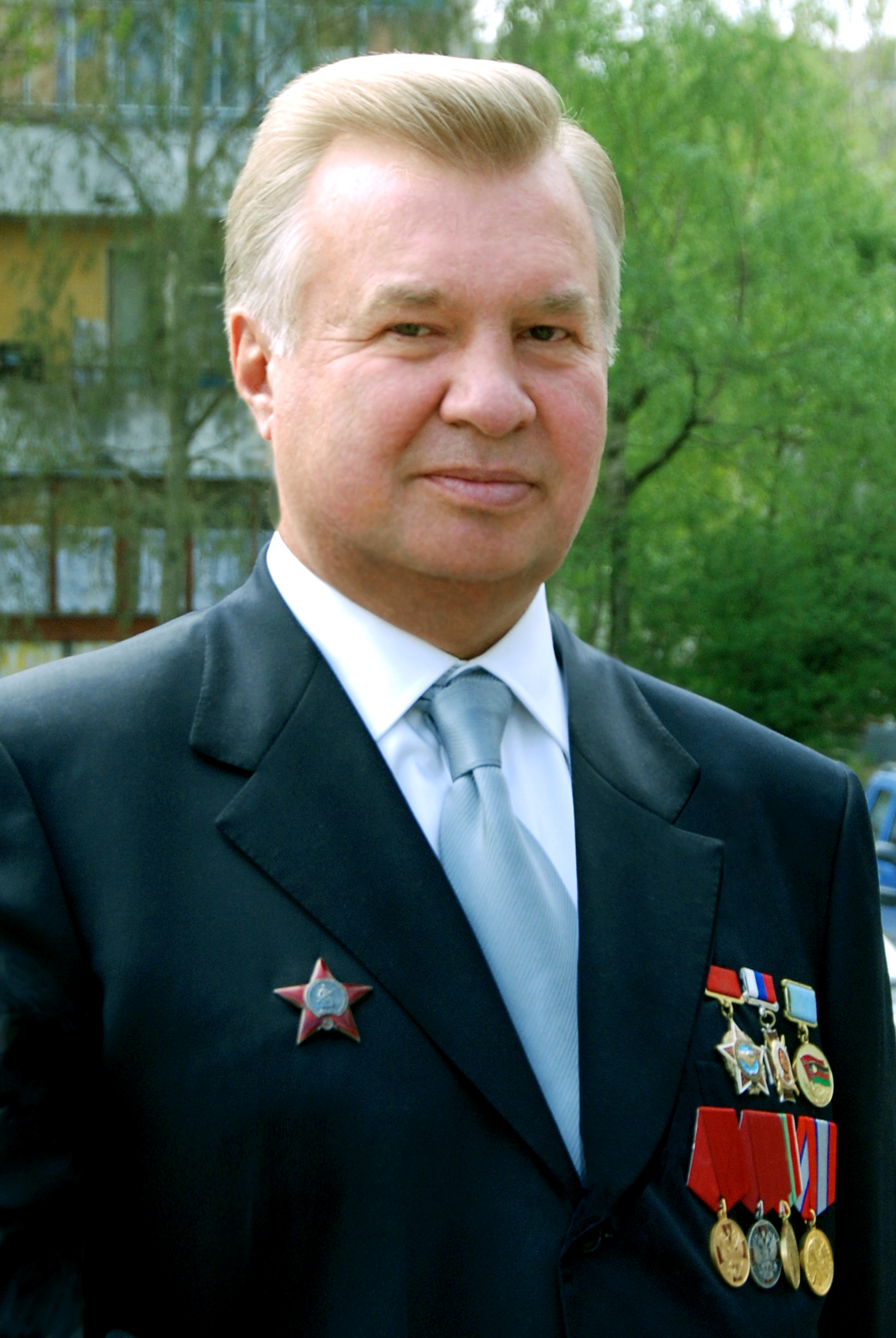
إيغور فلاديميروفيتش فيسوتسكي يرتدي وسام النجمة الحمراء التي حصل عليها بعد مشاركته في القتال في أفغانستان

مُنح وسام النجمة الحمراء لجنود الجيش السوفيتي والبحرية السوفيتية وقوات الحدود السوفيتية والأمن الداخلي وموظفي لجنة أمن الدولة في اتحاد الجمهوريات الاشتراكية السوفيتية، وكذلك ضباط الصف، وضباط هيئات الشؤون الداخلية للوحدات والسفن الحربية والجمعيات والمؤسسات والمنظمات، كما مُنح للأفراد العسكريين من الدول الأجنبية. كان وسام النجمة الحمراء يُمنح عادةً لأحد الأسباب الآتية:
- للشجاعة الشخصية والشجاعة في المعركة، والتنظيم والقيادة الممتازة في القتال والتي ساهمت في نجاح القوات السوفيتية.
- للعمليات الناجحة للوحدات والتشكيلات العسكرية التي كبدت العدو خسائر فادحة أو أضرار جسيمة.
- للخدمات المتميزة في الحفاظ على السلامة العامة وأمن حدود الدولة لاتحاد الجمهوريات الاشتراكية السوفيتية.
- للشجاعة أثناء أداء الواجبات العسكرية، أو في الظروف التي تنطوي على خطر مهدد للحياة.
- للأداء المثالي لمهام القيادة الخاصة والأعمال البارزة الأخرى في وقت السلم.
- للمساهمات الواضحة في الحفاظ على الجاهزية القتالية العالية للقوات، والأداء الممتاز في القتال والتدريب السياسي، وإتقان المعدات القتالية الجديدة وغيرها من الخدمات المرتبطة بتعزيز القوة الدفاعية لاتحاد الجمهوريات الاشتراكية السوفيتية.
- للجدارة في تطوير العلوم والتقنيات العسكرية المستخدمة في تدريب القوات المسلحة لاتحاد الجمهوريات الاشتراكية السوفيتية.
- للجدارة في تعزيز القدرات الدفاعية للمجتمع الاشتراكي.[6]

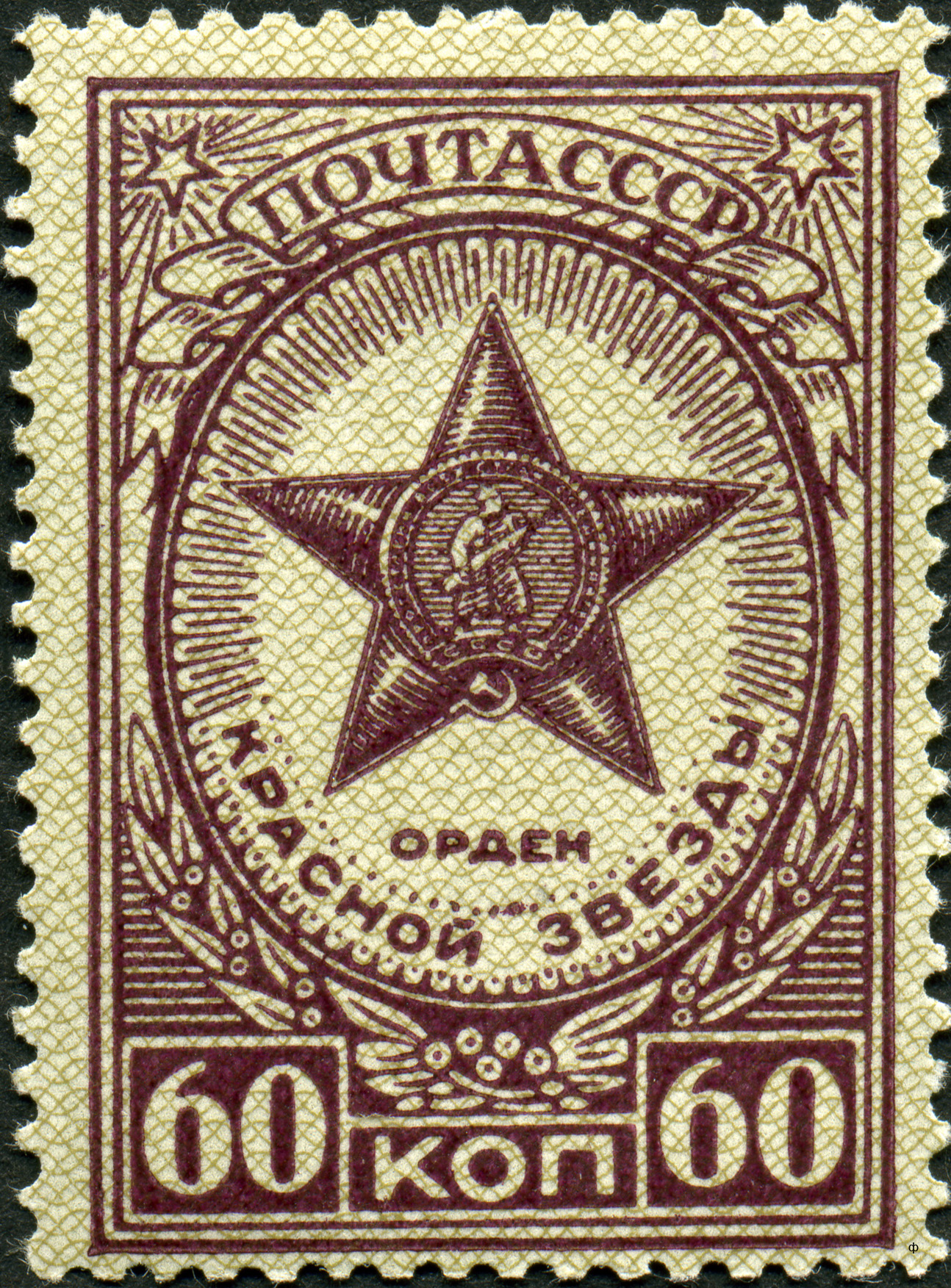
ختم 60 كوبيك سوفيتي يحمل وسام النجمة الحمراء عام 1946

يرتدى وسام النجمة الحمراء على الجانب الأيمن من الصدر، وعند وجود أوسمة أخرى من اتحاد الجمهوريات الاشتراكية السوفيتية، يوضع وسام النجمة الحمراء مباشرة بعد وسام الحرب الوطنية من الدرجة الثانية، وفي حالة ما إذا كان الحاصل على الوسام حاصلاً أيضاً على أحد أوسمة أو ميداليات روسيا الاتحادية، فتكون لهذه الأوسمة الأسبقية أيضاً.

## أبرز الحاصلين على وسام النجمة الحمراء
حصل خمسة أشخاص على وسام النجمة الحمراء لستة مرات وهو أكبر عدد من أوسمة النجمة الحمراء التي حصل عليها شخص واحد، وحصل 15 شخصاً على الوسام لخمس مرات، وحصل ما يزيد عن 150 شخصاً على الوسام أربع مرات، وحصل ما يزيد عن 1000 شخص على الوسام ثلاث مرات، وفيما يلي قائمة بأبرز من حصلوا على الوسام لمرات عديدة:

### الحاصلون على وسام النجمة الحمراء لستّ مرات
- العقيد فيليب بتروفيتش أونوبرينكو
- العقيد بيتر بتروفيتش بانتشينكو
- اللفتنانت كولونيل فاسيلي فاسيليفيتش سيلانتيف

### الحاصلون على وسام النجمة الحمراء لخمس مرات
- العقيد كونستانتين إيفانوفيتش مالكاسيان
- اللواء إيفان نيكيفوروفيتش ستيبانينكو
- العقيد أليكسي بتروفيتش ياكيموف

### الحاصلون على وسام النجمة الحمراء لأربع مرات
اللفتنانت جنرال جالاكتيون ألبيدزي
العقيد جنرال جورجي بيدوكوف
العقيد الجنرال الكسندر ايفانوفيتش باباييف
العقيد فالنتين جافريلوف
الجنرال جايسين ف. ب.

### الحاصلون على وسام النجمة الحمراء لثلاث مرات
- الكابتن زليج فيشر
- المقدم نعوم شوسترمان
- المقدم أناتولي ليبيد
- المقدم كوروليف أليكسي دينيسوفيتش
- الجنرال أليكسي يبيشيف
- جنرال الجيش جينادي إيفانوفيتش أوباتوروف
- النقيب بحرية أساف عبد الرحمنوف
- اللفتنانت جنرال الكسندر فاسيليفيتش بلياكوف
- الأدميرال أكسل بيرج
- الأدميرال نيكولاي سيرجيف
- طيار أولغا يامشيكوفا
- الرائد مارينا شيشنيفا
- الرائد صموئيل كوفنر
- اللواء يوكاشيف فاسيلي فاسيليفيتش

### الحاصلون على وسام النجمة الحمراء لمرتين
- مشير الاتحاد السوفيتي سيرجي اخيرومييف
- مارشال الاتحاد السوفيتي نيكولاي بولجانين
- اللواء جورجي بيغوفوي
- العقيد الجنرال إيغور روديونوف
- سيرجي إليوشن
- سيميون نومكونوف
- العقيد إيفان كوزيدوب
- العقيد ديمتري لوزا
- مارشال الطيران
- الكسندر بوكريشكين
- مشير الاتحاد السوفيتي بوريس شابوشنيكوف
- رقيب أول ياكوف بافلوف
- الأدميرال أرسيني جولوفكو
- الأدميرال فلاديمير كونوفالوف
- الأدميرال جوردي ليفتشينكو
- الأدميرال إيفان ستيبانوفيتش يوماشيف
- جنرال الجيش إيفان يفيموفيتش بتروف

### الحاصلون على وسام النجمة الحمراء لمرة واحدة
| الحاصل على الوسام                       | ملاحظات                                                               |
| --------------------------------------- | --------------------------------------------------------------------- |
| الأدميرال نيكولاي جيراسيموفيتش كوزنتسوف |                                                                       |
| فلاديمير كوماروف                        | رائد فضاء                                                             |
| إيفان جيفوركيان                         | جراح وعالم أرمني سوفيتي شهير                                          |
| ناتاليا كوفشوفا                         | قناصة من الجيش الأحمر، وكانت أول امرأة تحصل على وسام النجمة الحمراء.  |
| أندريان نيكولايف                        | رائد فضاء                                                             |
| بافل بوبوفيتش                           | رائد فضاء                                                             |
| غريغوري بوميرانتس                       | فيلسوف                                                                |
| اللواء فاليري بيكوفسكي                  |                                                                       |
| الرائد بافيل بيلييف                     |                                                                       |
| اللواء أليكسي ليونوف                    |                                                                       |
| الملازم أول سيمون الكسندروفيتش ماركوس   |                                                                       |
| ميخائيل ميل                             |                                                                       |
| حيدر علييف                              |                                                                       |
| فلاديمير دزانيبيكوف                     | رائد فضاء                                                             |
| خواز دوسبانوفا                          | طيار                                                                  |
| الرائد ياكوف دروب                       |                                                                       |
| اللفتنانت جنرال الكسندر ليبيد           |                                                                       |
| فاسيلي ديجتياريوف                       |                                                                       |
| مشير الاتحاد السوفيتي فاسيلي تشويكوف    |                                                                       |
| هاري جولد                               | جاسوس مشروع مانهاتن                                                   |
| إليزابيث بنتلي                          | جاسوسة سوفيتية خدمت الاتحاد السوفيتي خلال الحرب العالمية الثانية      |
| سيرجي بريمينين                          | قائد الغواصة النووية في الحرب الباردة                                 |
| الرقيب ماريا بوروفيتشينكو               |                                                                       |
| نائب الأدميرال فاسيلي اركيبوف           |                                                                       |
| تمارا بامياتنيك                         | طيار مقاتل                                                            |
| ألكساندر سولجينتسين                     | قائد بطارية واسعة النطاق في الجيش الأحمر وحائز على جائزة نوبل للآداب. |
| ميخائيل كونستانتينوفيتش كودريافتسيف     |                                                                       |
| العقيد نيكولاي بيتروف                   | نائب رئيس الدفاع ضد الطائرات في موسكو                                 |
| أولغا أفيلوفا                           |                                                                       |

### الوحدات
- فرقة ألكسندروف
- فرقة البندقية 89
- فرقة المشاة التاسعة
- الفوج الجوي 80
- فيلق الجيش الثامن
- فرقة الحرس السابع المحمولة جوا
- الفرقة العاشرة للحرس المسلح

أزيل وسام النجمة الحمراء الممنوح لوحدات الجيش الأوكراني في عام 2015 كجزء من عمليات إزالة الجوائز والأوسمة السوفيتية من الوحدات العسكرية الأوكرانية.